# Molinos del Folón y del Picón
Los molinos del Folón y del Picón (en gallego: muíños do Folón e do Picón) son un grupo de 60 molinos en cascada, documentados ya en el siglo XVIII, y situados en El Rosal (Galicia, España). 
Son un legado característico del rico patrimonio etnográfico de la comarca del Bajo Miño y como tal han sido declarados Bien de Interés Cultural, con categoría de lugar de interés etnográfico, por la Junta de Galicia.

## Situación
Se encuentran situados en el municipio de El Rosal, entre los lugares de Martín y Fornelos, en la ladera del monte Campo do Couto, desde el que además se puede observar todo el valle del Rosal, la desembocadura del río Miño y el monte en el que se encuentra el castro de Santa Trega.

## Descripción
Los 60 molinos se encuentran divididos en dos tramos, que reciben dos nombres diferenciados:
- Los molinos del Folón: 36 construcciones en la vertiente del río Folón.
- Los molinos del Picón: 24 edificaciones en la vertiente del río Picón.

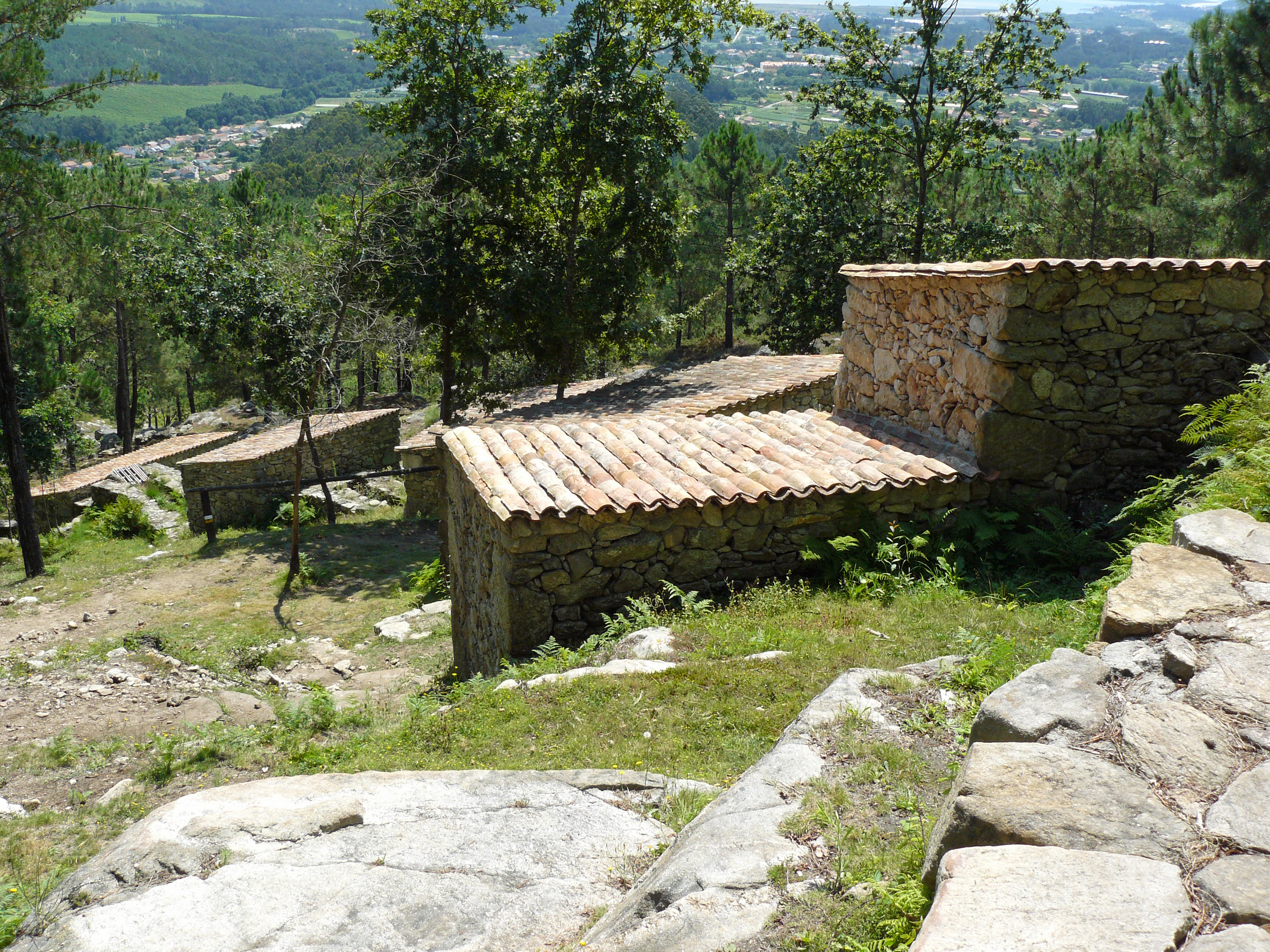
Molinos del Picón.

Dentro de los diferentes tipos de molinos existentes, se pueden clasificar como molinos de rodezno o de rueda motriz horizontal, y dentro de estos, en los molinos del Folón y del Picón podemos encontrar tanto molinos de canal (normalmente cubierta en el tramo más inclinado), en los que el agua desemboca justamente en el infierno donde está situado el rodezno; y molinos de cubo o de pozo, que se pueden observar en los tramos con más pendiente de la ruta, donde se almacenaba el agua en los cubos de los molinos superiores y de allí una vez que el molino ya la usara, pasaba al siguiente y así sucesivamente.
La mayoría de ellos tienen una estructura de dos plantas. La inferior contiene la maquinaria sobre la que actúa la fuerza del agua. En la planta superior se encuentran las muelas de piedra con las que se muele el grano.

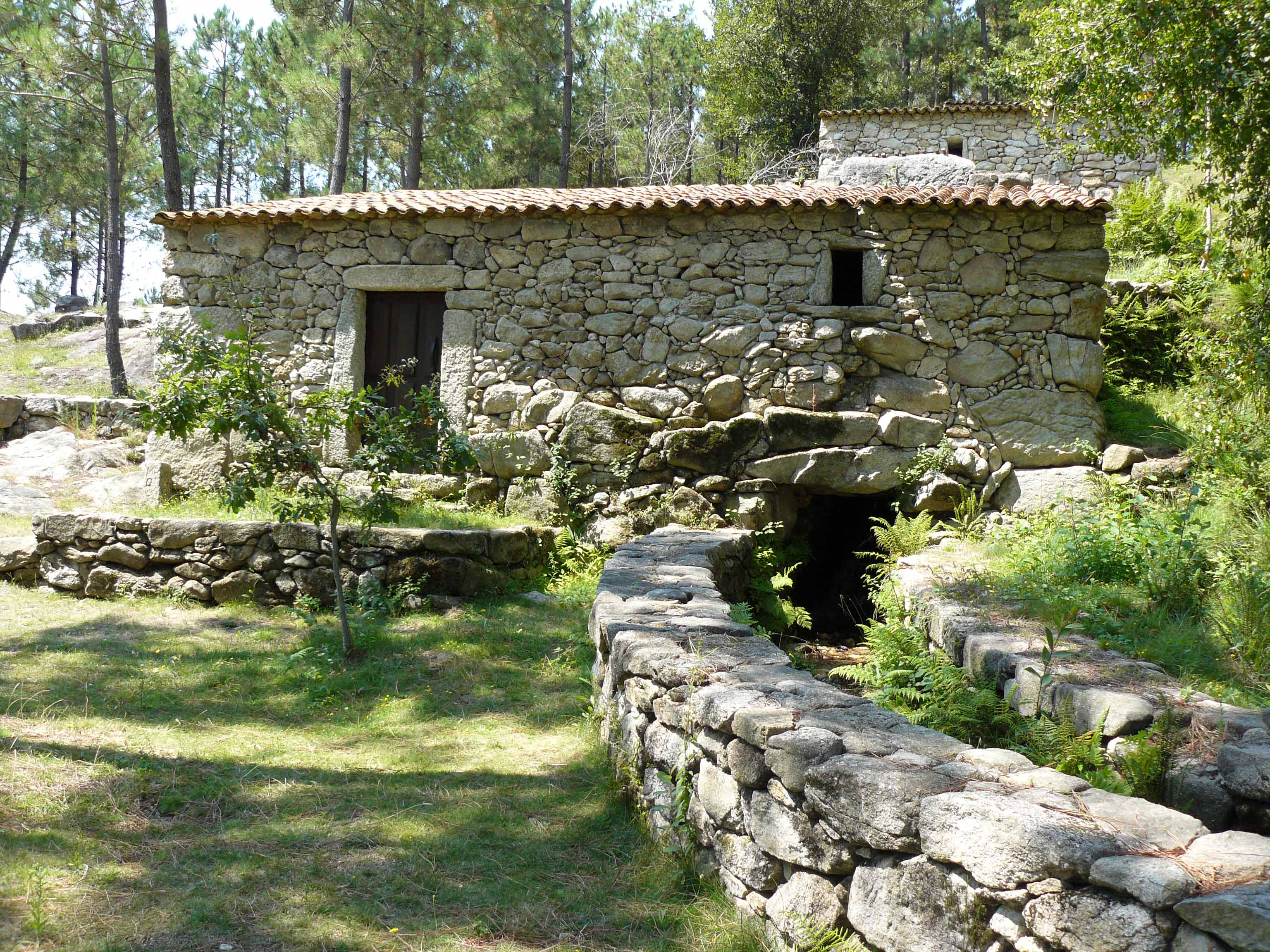
Detalle de un molino del Picón.

Los molinos más antiguos datan de principios del siglo XVIII, aunque también los hay del siglo XIX. Los más antiguos son los molinos número 11 y 17, datados respectivamente en 1702 y en 1715. Los dinteles, jambas, umbrales y paredes (tanto interiores como exteriores) incluyen numerosos signos de cantero y de los sucesivos propietarios. Entre las marcas y señales existentes, destacan las cruces, que seguramente tendrían una posible función de protección y, al mismo tiempo, delimitadora de la propiedad. Además, estas cruces se suelen acompañar de inscripciones u otras marcas, como en el molino número 4, en el que la cruz se acompaña de la leyenda Ave, o del número 21 en el que la cruz se acompaña de un cáliz.

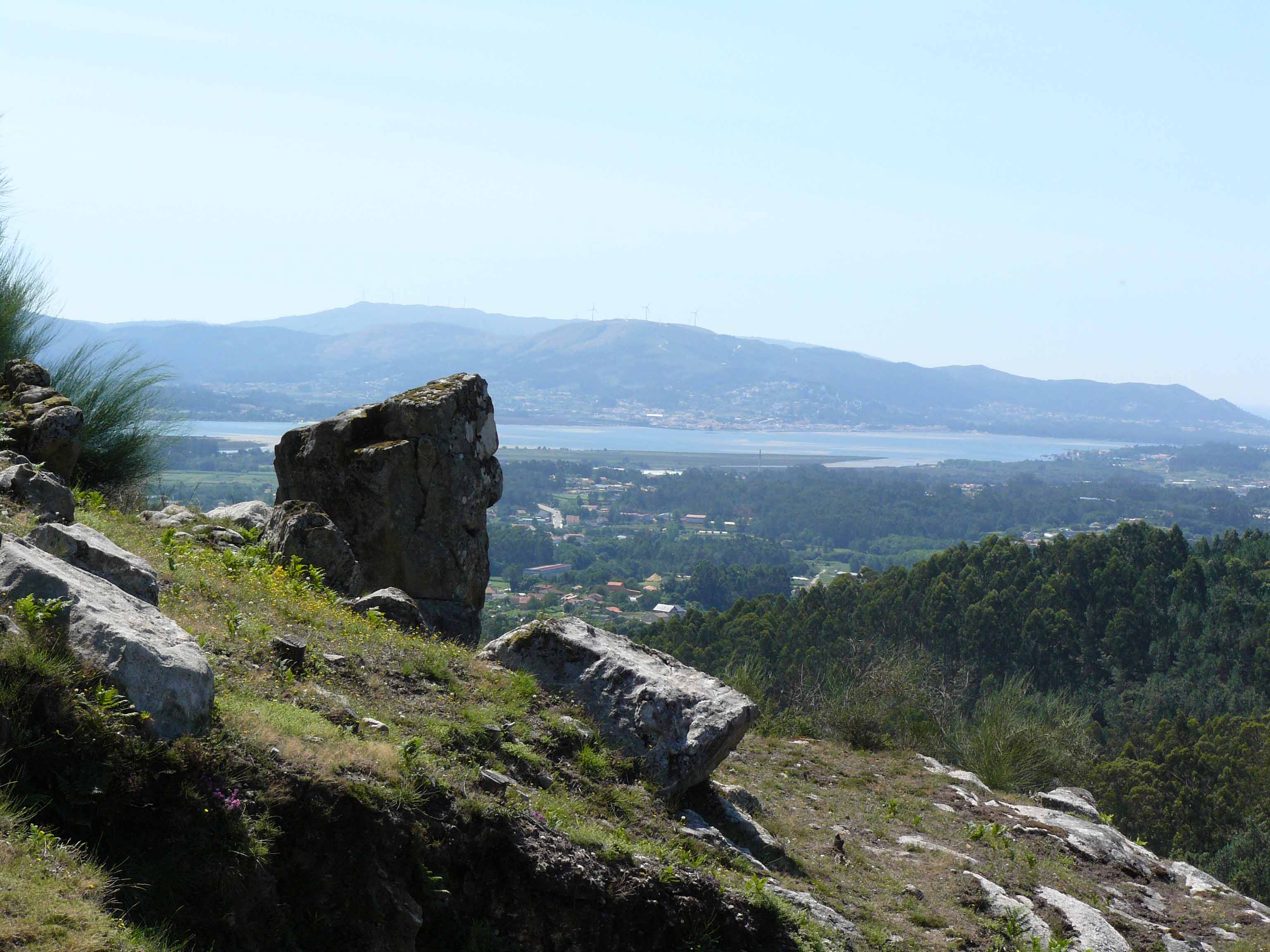
El Miño desde la cima de la ruta

Todos están construidos con piedra y en pendiente junto al río para aprovechar la fuerza motriz del agua. De ellos salía la harina de maíz, pero también la de centeno o la de trigo para el consumo familiar. En el exterior algunos de los molinos se conservan pilas que fueron usadas como abrevaderos y comederos de animales, como es el caso del molino número 5 (que además tiene un cobertizo para las caballerías) o el número 23.
Hoy en día, existe una ruta de senderismo señalada con posibilidad de hacer visitas guiadas gratuitas con el fin de ver y entender el funcionamiento de los molinos.

## Galería de imágenes

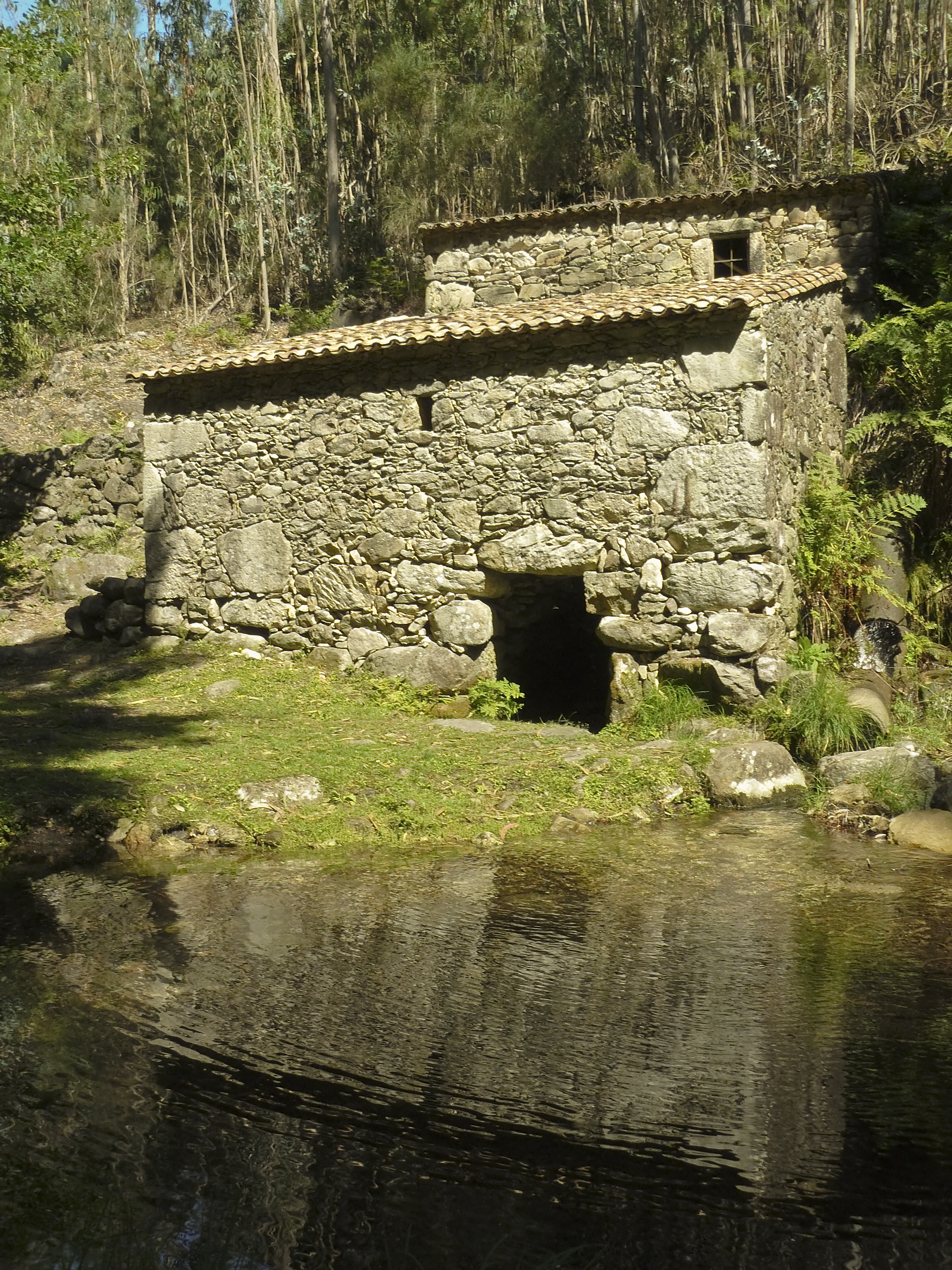
Vista de un molino del Folón
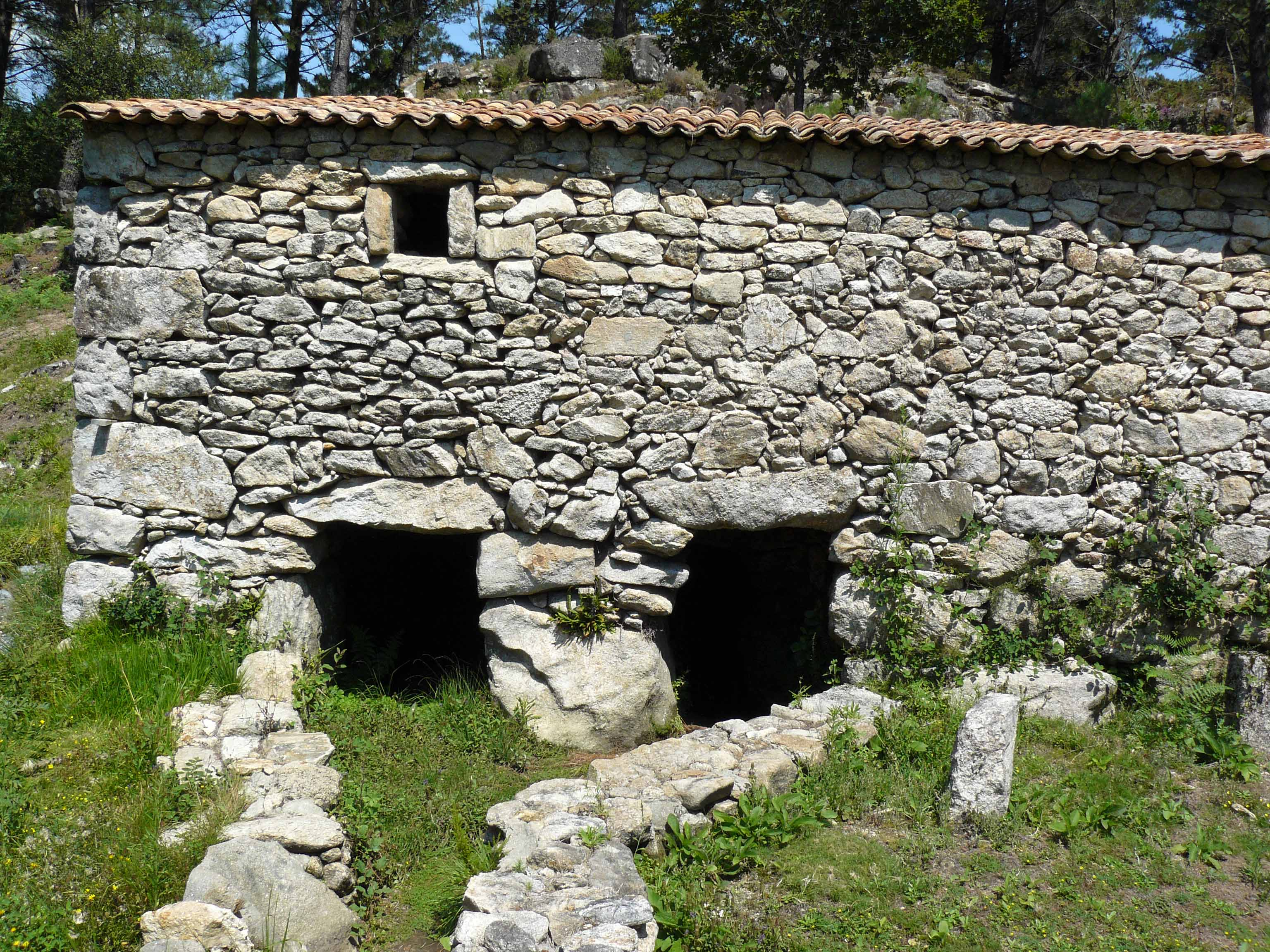
Vista de un molino del Picón
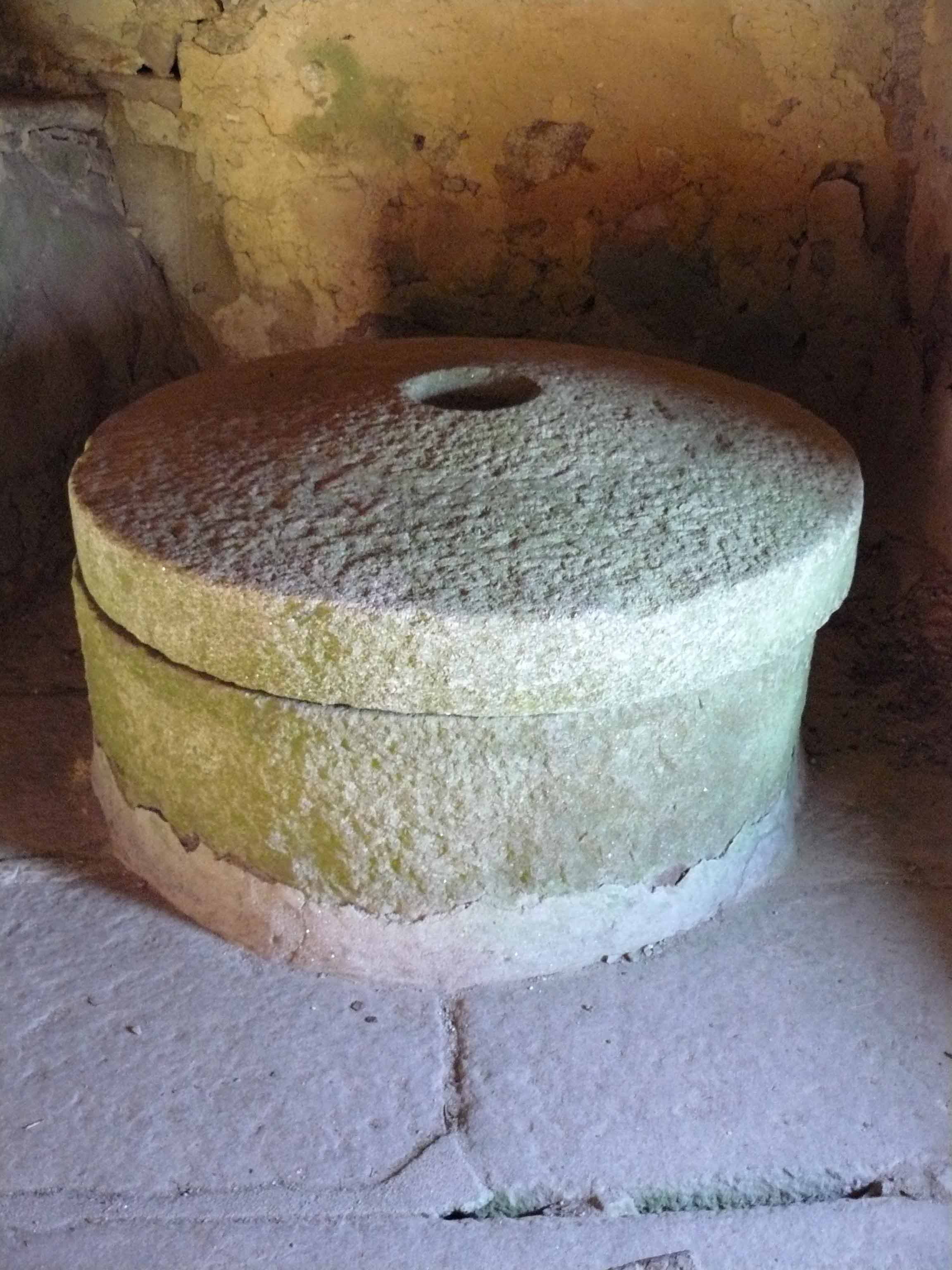
Muela de un molino
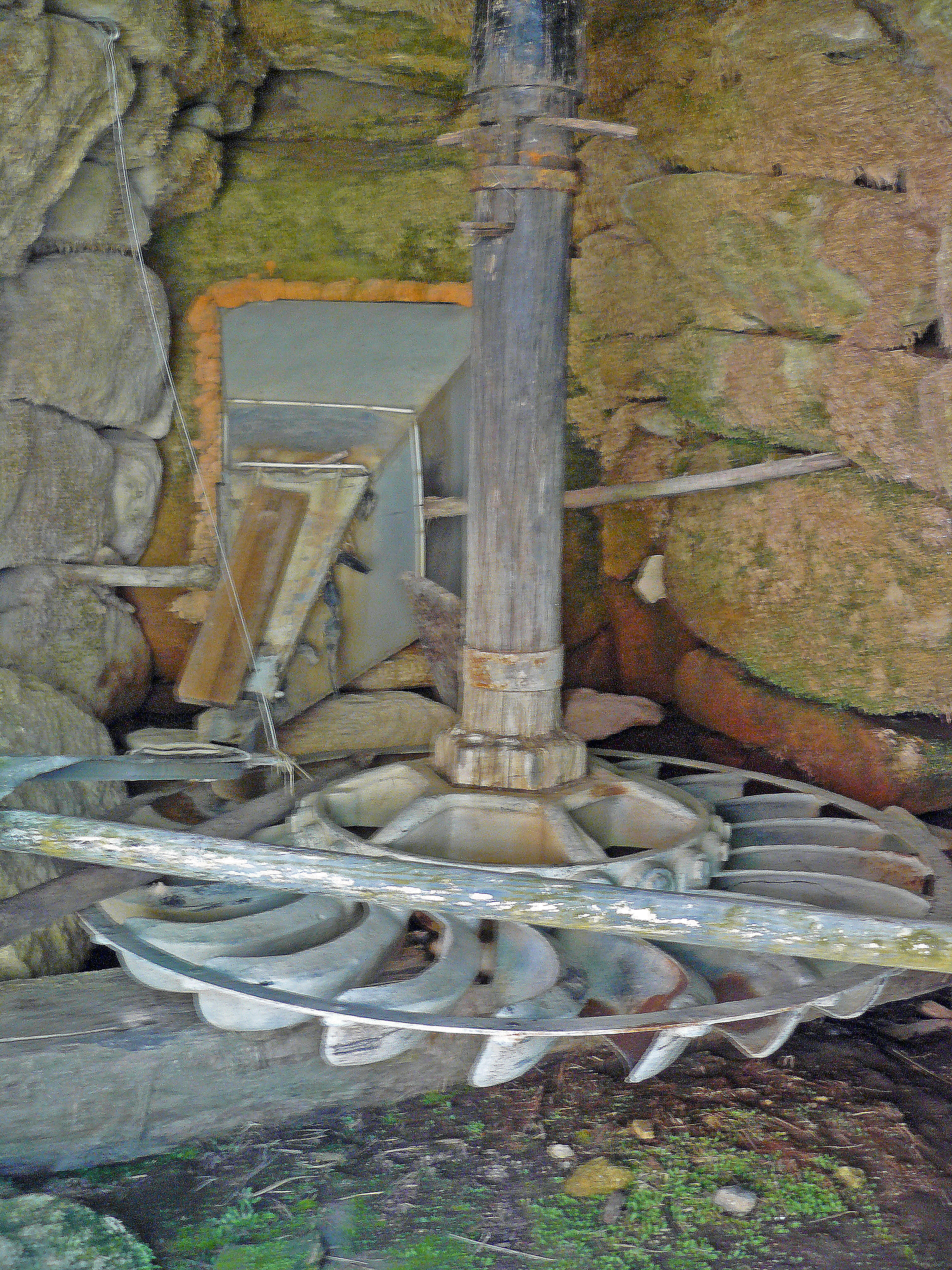
Estructura interna del molino